# Yang Shin-young
Yang Shin-young (kor. 양신영; * 8. November 1990) ist eine südkoreanische Shorttrackerin.
Yang debütierte im Oktober 2007 im Shorttrack-Weltcup 2007/08 international. Dort gelangen ihr bereits in ihren ersten Rennen gute Ergebnisse, nach vier Rennen stand sie bereits dreimal auf dem Podium. In Turin erreichte sie Anfang Dezember 2007 ihren ersten Weltcupsieg und zwar auf der 1000-m-Distanz. Da sie sich in jener Saison ausschließlich auf die beiden längeren Weltcup-Strecken, 1000 und 1500 Meter, konzentrierte, wurde sie in den jeweiligen Gesamtweltcups Dritte beziehungsweise Vierte. Insgesamt gelangen Yang in der Saison 2007/08 sieben Podiumsplatzierungen, darunter ein Sieg und vier zweite Plätze.
Auch bei der Weltmeisterschaft 2008 nahm Yang erfolgreich teil, hier gewann sie Bronze über 1500 Meter und platzierte sich auf den Rängen vier und sechs bei den 1000- und 500-Meter-Rennen. Damit qualifizierte sie sich als eine der besten acht Athletinnen in der Addition der Ergebnisse für das 3000-m-Rennen, das sie ebenfalls als Vierte beendete. Im Allround-Gesamtergebnis wurde sie so Dritte und beste Koreanerin hinter den beiden Chinesinnen Wang Meng und Zhou Yang.
In den Shorttrack-Weltcup 2008/09 startete Yang mit drei dritten Rängen in vier Wettkämpfen, jetzt auch auf der kurzen 500-m-Distanz, auf der sie den dritten Rang im aktuellen Gesamtweltcup belegt.